# 塔尼娅·拉马尔卡
塔尼娅·拉马尔卡（西班牙語：Tania Lamarca，1980年4月30日—），西班牙前艺术体操运动员。她曾代表西班牙参加1996年夏季奥林匹克运动会艺术体操比赛，获得团体全能金牌。